# Douglas Andrée
Douglas Andrée, född 1941 i Vänersborg, är en svensk skulptör, grafiker och konstfotograf.
Andrée studerade vid konstskolan Forum och grafik för Bertil Lundberg. Hans konst består av surrealistiska motiv i tempera och lasyrteknik. Han har medverkat i ett stort antal samlingsutställningar i Skandinavien. Han grundade Skånska grafikskolan. Andrée är representerad vid Malmö museum.
Andrée är inte medlem i Konstnärernas Riks Organisation och fick därmed inte arbeta i den kollektiva grafikverkstad som drivs av Malmö kommun. I protest gjorde Andrée ett kollage som föreställer kommunalrådet för kulturroteln Ulla Sandell som Madame Bizarre i korsett och höga läderstövlar och med en piska i handen.